# Ватерполо репрезентација Немачке
Ватерполо репрезентација Немачке представља Немачку на међународним ватерполо такмичењима. 

## Резултати на међународним такмичењима

### Олимпијске игре
- 1900: Четвртфинале
- 1904 - 1924: Није се квалификовала
- 1928:  Победник
- 1932:  3. место
- 1936:  3. место
- 1948: Није учествовала
- 1952: 13. место

Уједињени тим Немачке:
- 1956: 6. место
- 1960: 6. место
- 1964: 6. место

Западна Немачка:
- 1968: 10. место
- 1972: 4. место
- 1976: 6. место
- 1980: Није учествовала
- 1984:  3. место
- 1988:  4. место

Немачка:
- 1992:  7. место
- 1996:  9. место
- 2000:  Није се квалификовала
- 2004:  5. место
- 2008:  10. место
- 2012:

### Светско првенство
| Западна Немачка: - 1973: 11. место - 1975: 6. место - 1978: 7. место - 1982: 3. место - 1986: 6. место | Немачка: - 1991: 5. место - 1994: 9. место - 1998: Није се квалификовала - 2001: 14. место - 2003: 11. место | - 2005: 9. место - 2007: 8. место - 2009: 6. место - 2011: Квалификовала се |

### Европско првенство
| - 1926: 3. место - 1927: 5. место - 1931: 2. место - 1934: 2. место - 1938: 2. место - 1947: Није учествовала - 1950: Није учествовала | Западна Немачка: - 1954: 6. место - 1958: 7. место - 1962: Није се квалификовала - 1966: 7. место - 1970: 7. место - 1974: 8. место - 1977: 6. место - 1981: Победник - 1983: 5. место - 1985: 3. место - 1987: 4. место - 1989: Победник | Немачка: - 1991: 7. место - 1993: 9. место - 1995: 3. место - 1997: 10. место - 1999: 8. место - 2001: Није се квалификовала - 2003: 6. место - 2006: 8. место - 2008: 6. место - 2010: 6. место - 2012: 5. место - 2014: 9. место - 2016: 11. место - 2018: 9. место - 2020: 9. место - 2022: 13. место - 2024: 12. место |

### Светски куп
| Западна Немачка: - 1979: 5. место - 1981: Није се квалификовала - 1983: 2. место - 1985: Победник - 1987: 3. место - 1989: 5. место | Немачка: - 1991: 8. место - 1993: 6. место - 1995 - 2010: Није се квалификовала |

### Светска лига
| - 2002: Није учествовала - 2003: Није учествовала - 2004: Није учествовала - 2005: 3. место | - 2006: 2. квалификациони турнир - 2007: 4. место - 2008: Није учествовала | - 2009: Квалификациони турнир - 2010: Квалификациони турнир - 2011: Квалификациони турнир - 2012: Квалификациони турнир |